# Паметници на Петко Славейков
Това е списък на паметниците, къщите музеи и стенописи, посветени на българския поет Петко Рачов Славейков.

## Музеи
Петко Славейков има три къщи музеи:
| № | Изображение | Град           | Къща музей                            | Описание на изображението |
| 1 |             | Велико Търново | Къща музей „Петко Рачов Славейков“    | Паметник пред музея       |
| 2 |             | София          | Къща музей „Петко и Пенчо Славейкови“ | Паметна плоча от музея    |
| 3 |             | Трявна         | Славейкова къща                       | Паметна плоча от музея    |

### Къщи на пребиваване
- Пловдив, ул. „Петко Р. Славейков“ 4, 4000 Център – мраморна плоча на фасадата отбелязва, че на това място е живяло семейството на Славейкови в периода 1881 – 1883 г.[3]
- София, пл. „Петко Р. Славейков“ №9 – паметна плоча отбелязва, че на адреса са живяли и творили Петко и Пенчо Славейкови[4]

## Паметници
| Изображение | Описание                             | Построен | Град           | Адрес                                                                 |
|             | барелеф                              |          | Варна          | бул. „Владислав Варненчик“ 80, ОУ „Петко Славейков“                   |
|             | паметник                             |          | Варна          | „Алея на възраждането“ в Приморски парк                               |
|             |                                      |          | Велико Търново | РБ „Петко Р. Славейков“                                               |
|             |                                      |          | Добрич         | СУ „Петко Рачов Славейков“                                            |
|             | паметната плоча                      |          | Каменово       | Бившата детска градина и училище „Петко Славейков“                    |
|             |                                      |          | Карнобат       | ул. „Витоша“ 68, 8400 Център, ОУ „Петко Рачев Славейков“              |
|             |                                      |          | Кърджали       | СУ „П. Р. Славейков“                                                  |
|             | бюст паметник                        |          | Плиска         | „Алея на писателите“ в „Двора на кирилицата“, Комплекс „Стара Плиска“ |
|             |                                      |          | Пловдив        | Библиотека „Иван Вазов“                                               |
|             | паметна плоча                        |          | Роман          | ул. „Славянска“ 82, Начално училище „П. Р. Славейков“                 |
|             |                                      |          | с. Средногорци |                                                                       |
|             |                                      |          | София          | ул. „Солунска“ 1                                                      |
|             |                                      |          | София          | ул. „Презвитер Козма“ 34                                              |
|             | бюст паметник                        |          | София          | бул. „Цариградско шосе“ 76, парк „Борисовата градина“                 |
|             | паметник                             |          | София          | пл. „Петко Р. Славейков“ 9                                            |
|             | надгробна плоча                      |          | София          | парк „Централни софийски гробища“                                     |
|             | паметната плоча                      |          | Стара Загора   | бул. Методий Кусев №5                                                 |
|             | барелеф                              |          | Стара Загора   | бул. „Цар Симеон Велики“ 107, Община Стара Загора                     |
|             | Паметник на Петко Славейков (Трявна) |          | Трявна         | ул. „Ангел Кънчев“ 19                                                 |
|             | паметник                             |          | Якоруда        |                                                                       |

## Стенописи
Стенописи, изобразяващи Петко Славейков:
1. Бургас, ул. „Цар Симеон I“ 23
2. Пловдив, Храм „Успение Богородично“, ул. „Съборна“ 6
3. София, Частно училище „Петко Славейков“ – графити на Насимо[6]
4. Стара Загора, Храм „Св. Димитър“

## Изворът на Белоногата
На най-известната творба на Петко Славейков – поемата „Изворът на Белоногата“, са посветени редица паметници в България:
1. Ловеч, алея „Баш бунар“ – чешма „Бялата Анаста“, за която има различни версии
2. с. Бисер – Параклис Герганин извор
3. Харманли – „Ак балдър чешмеси“ от края на 16 век, известна днес като чешмата „Изворът на белоногата“, включва статуята „Паметник на Гергана“
4. Харманли, църквата „Св. Иван Рилски“ – дърворезба в иконостаса[7]

- Изворът на Белоногата, Харманли
- Изворът на Белоногата, Харманли